# Comitas thisbe
Comitas thisbe é uma espécie de gastrópode do gênero Comitas, pertencente a família Pseudomelatomidae.